# Trdobojci
Trdobojci so naselje v Občini Videm.
Iz tega kraja izhaja nekdanji boksarski svetovni prvak Dejan Zavec.